# Mondbein

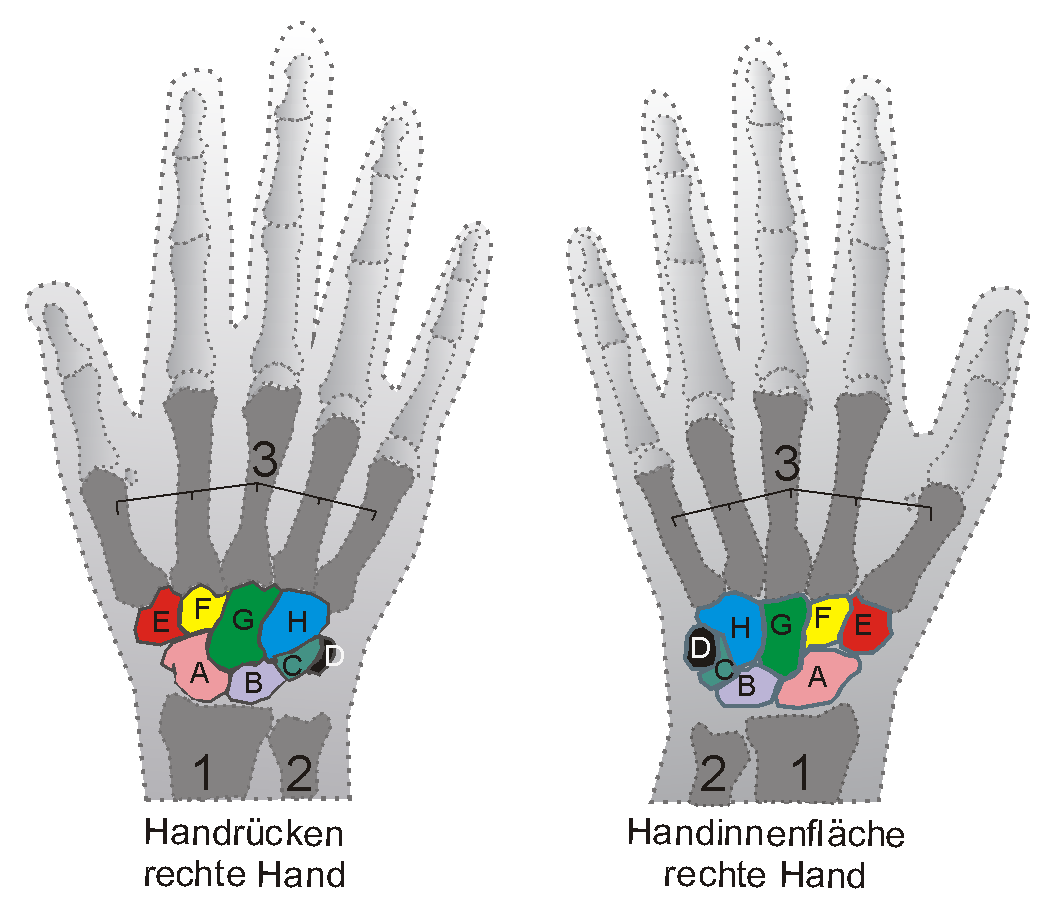

Das halbmondförmige Mondbein (lat. Os lunatum oder Os carpi intermedium) ist einer der acht Handwurzelknochen und gehört der körpernahen (proximalen) Reihe dieser kurzen Knochen an.

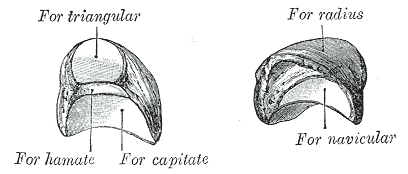
Zeichnung des linken Mondbeines mit Darstellung der Gelenkflächen

Es ist körpernah (proximal) mit der Speiche (Radius) und der Gelenkscheibe (Discus articularis) verbunden. Zur Mitte hin (medial) steht es mit dem Dreiecksbein (Os triquetrum), seitlich (lateral) mit dem Kahnbein (Os scaphoideum) und körperfern (distal) mit dem Kopfbein (Os capitatum) und dem Hakenbein (Os hamatum) in gelenkiger Verbindung.

Bei Hunden ist das Mondbein mit dem Kahnbein zum Os carpi intermedioradiale verschmolzen.

## Klinik

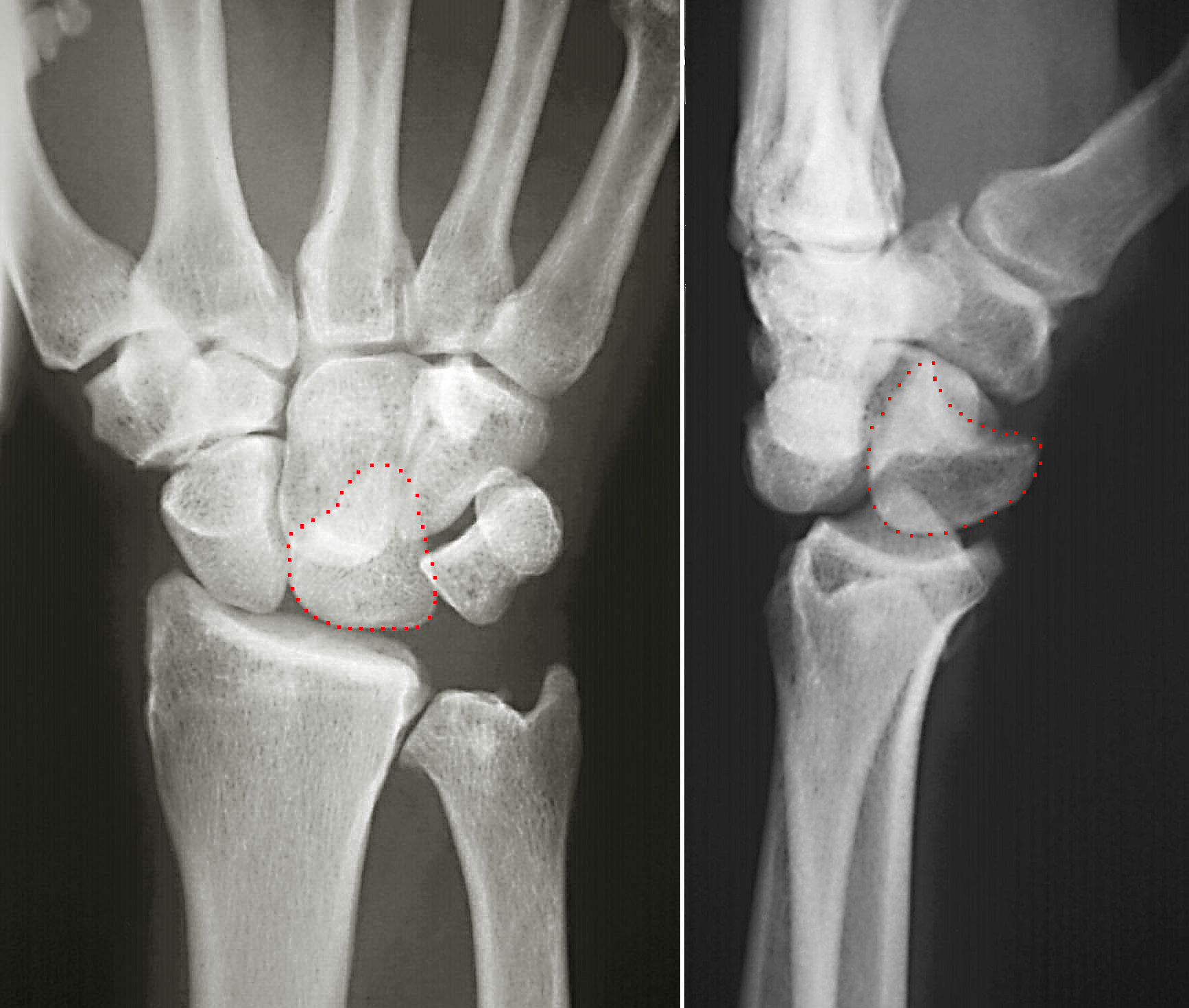
Perilunäre Luxation im Röntgenbild

Das Mondbein kann an einer Arthrose des Handgelenks beteiligt sein. Selten kommt es bei Stürzen zu einer „perilunären Luxation“, bei der die übrigen Handwurzelknochen vom Mondbein abreißen, das fest mit Speiche und Elle verbunden bleibt. Unfallbedingt oder rheumatisch verursacht kann es zur Destruktion von Bändern mit einer „skapholunären Dissoziation“ kommen, bei der auf Röntgenaufnahmen eine typische Lücke zwischen Kahnbein und Mondbein zu erkennen ist.
Aufgrund der fast allseitigen Knorpelbeschichtung ist die Gefäßversorgung des Mondbeins prekär, und es kann zu einer Knochennekrose kommen. Diese ist für das Mondbein als Morbus Kienböck oder Lunatummalazie bekannt und tritt besonders bei Vibrationstraumata (Presslufthammer) oder bei einer anatomischen Variation mit verkürzter Elle (Ulna-minus-Variante) auf.